# Cottus cognatus
Cottus cognatus, vrsta škarpinke iz porodice peševa (Cottidae). Slatkovodna je riba raširena po Sjevernoj Americi i istočnom Sibiru